# Collégiale Saint-Michel de Motteville
La collégiale Saint-Michel à Motteville est aujourd’hui l’église paroissiale de la commune. Elle a été fondée par Nicolas Langlois en 1616.
L’église fait l’objet d’une inscription au titre des monuments historiques depuis le 24 novembre 1926.

## Histoire
Il existait au cœur de l’enceinte du château de Motteville une église. Quand Nicolas Langlois, seigneur de Motteville et premier président de la cour des comptes et aides de Rouen, décide de fonder une collégiale, le choix est fait de conserver le chœur gothique du XIIIe siècle.
La reconstruction de l’église, de 1616 à 1621, pour la nouvelle collégiale intègre le chœur de l’ancien édifice. Elle se fait de briques rouges et de pierres blanches, comme celles du château. Deux clochers s’élèvent encadrant la façade, qui ont donné le nom de Motteville-les-deux-clochers au village.
La nouvelle collégiale est définitivement constituée en 1638, avec l’arrivée de quatre chanoines. Ils doivent prier pour le fondateur et sa femme, Gabrielle de Maupeou. Pour loger les chanoines, quatre logements sont construits autour de la collégiale. Gorges Langlois, son fils également premier président de la cour des comptes et aides de Rouen y ajoute une cinquième prébende. Un sixième chanoine est ajouté le 31 décembre 1681 par sa veuve Anne de Monteclair et leur fils François Langlois. La chapelle de la Vierge est bâtie vers 1681. Le contrat est approuvé par l’archevêque de Rouen le 7 août 1682.
Charles Lebègue, ancien ministre des finances et seigneur de Motteville après la famille Langlois, fait édifier en 1850 une nef à voûtes romanes.

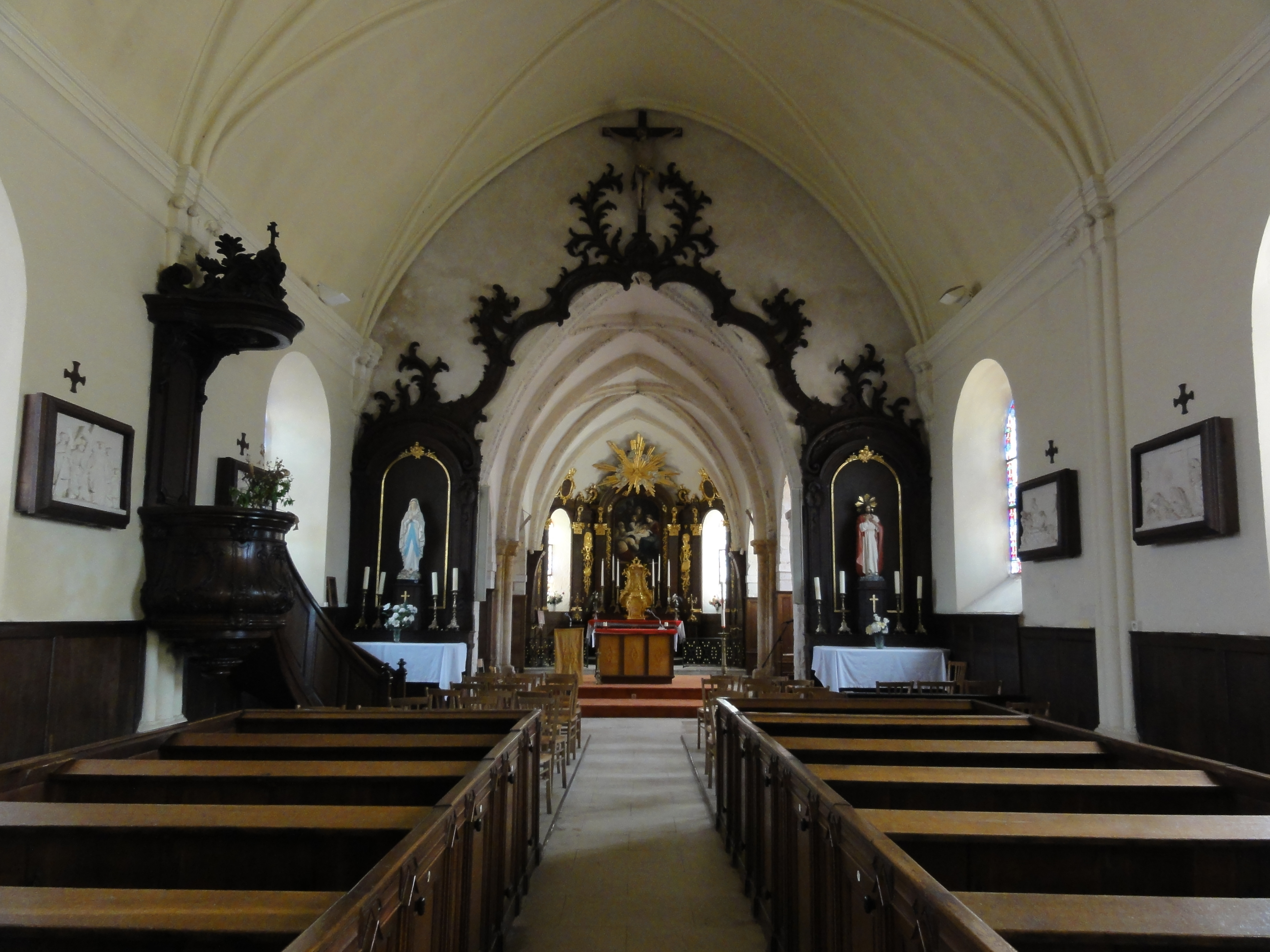
L'intérieur, nef et chœur.
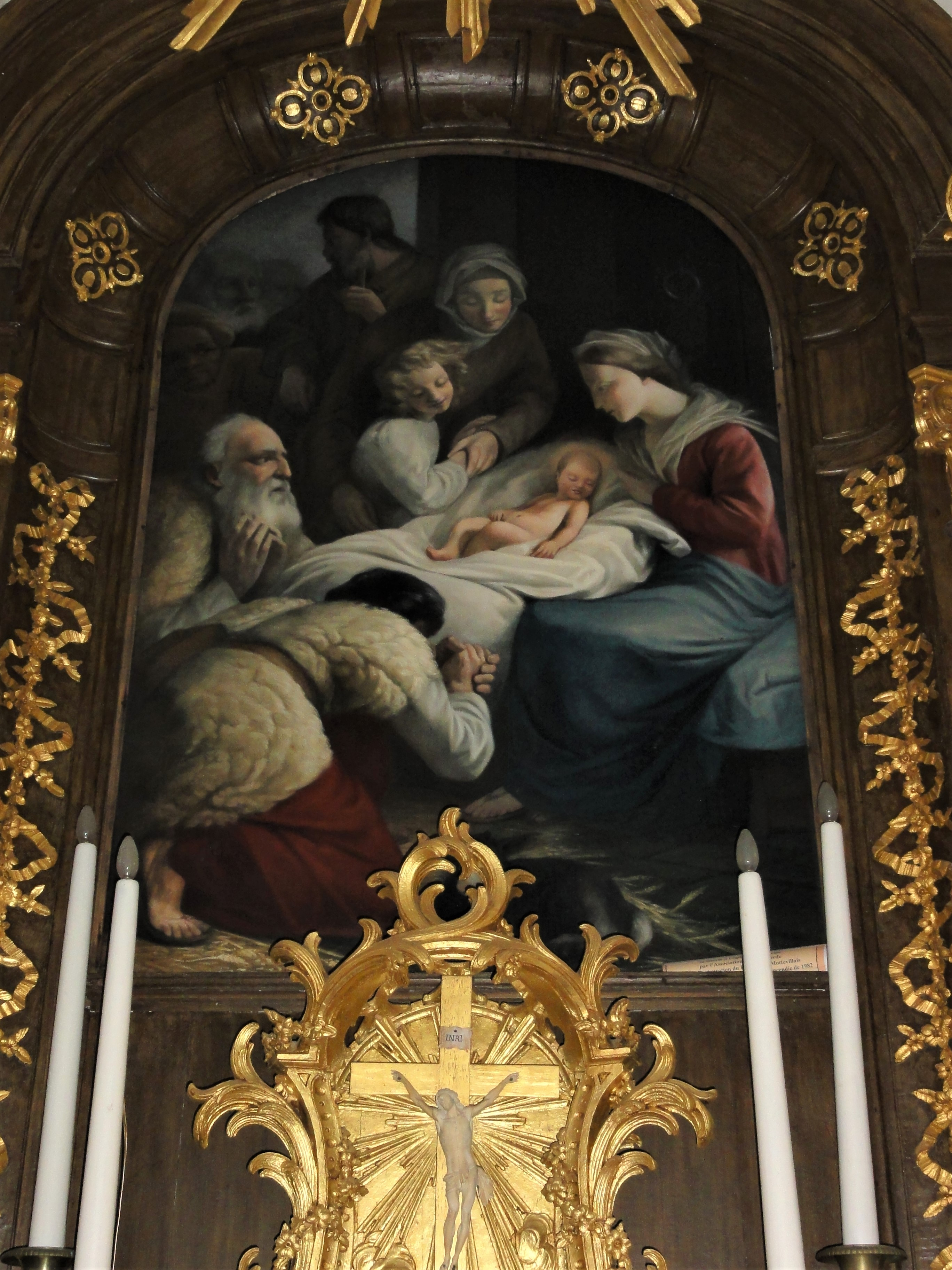
Le retable principal.
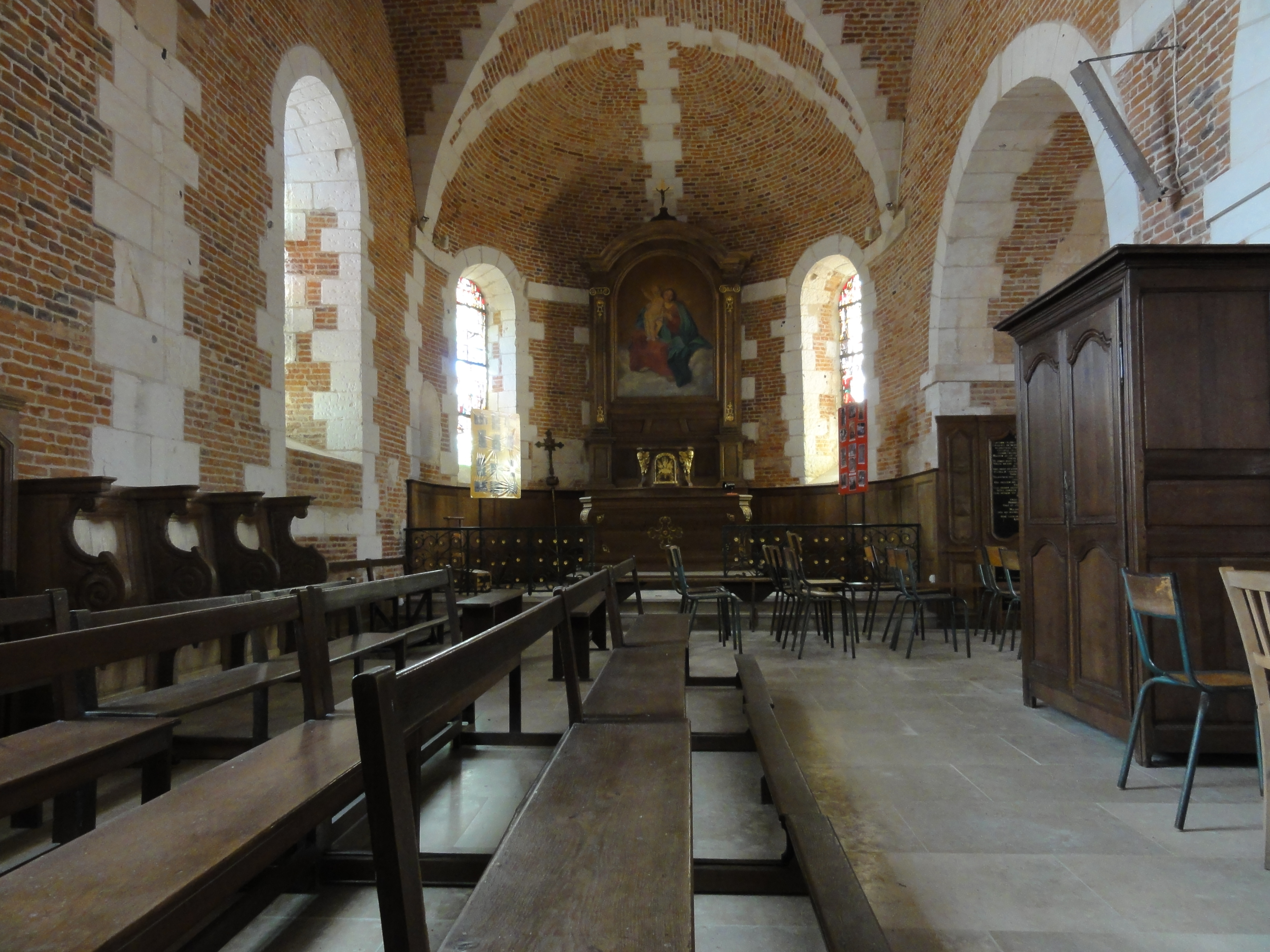
La chapelle de la Vierge
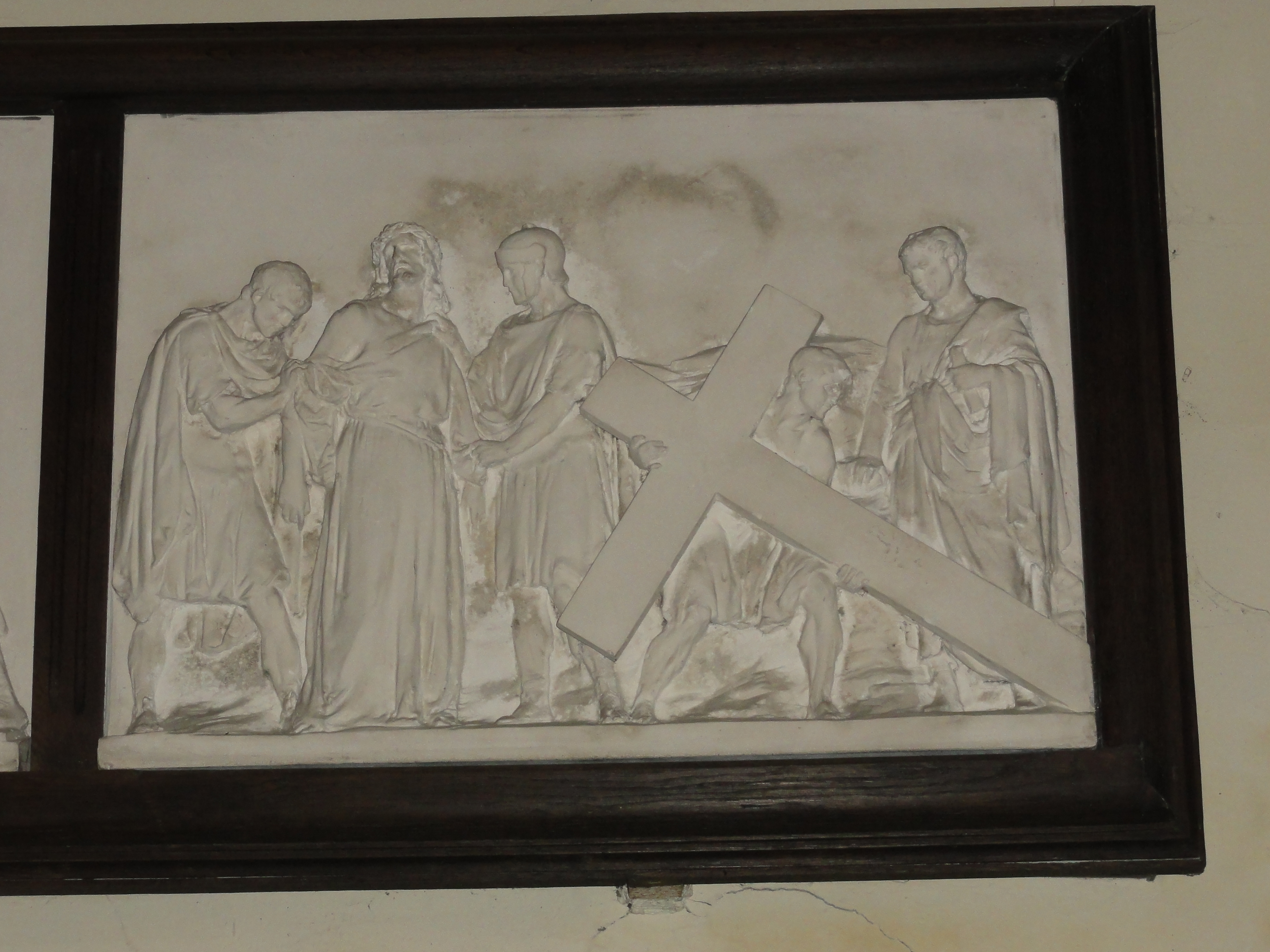
Station 10 du chemin de croix.
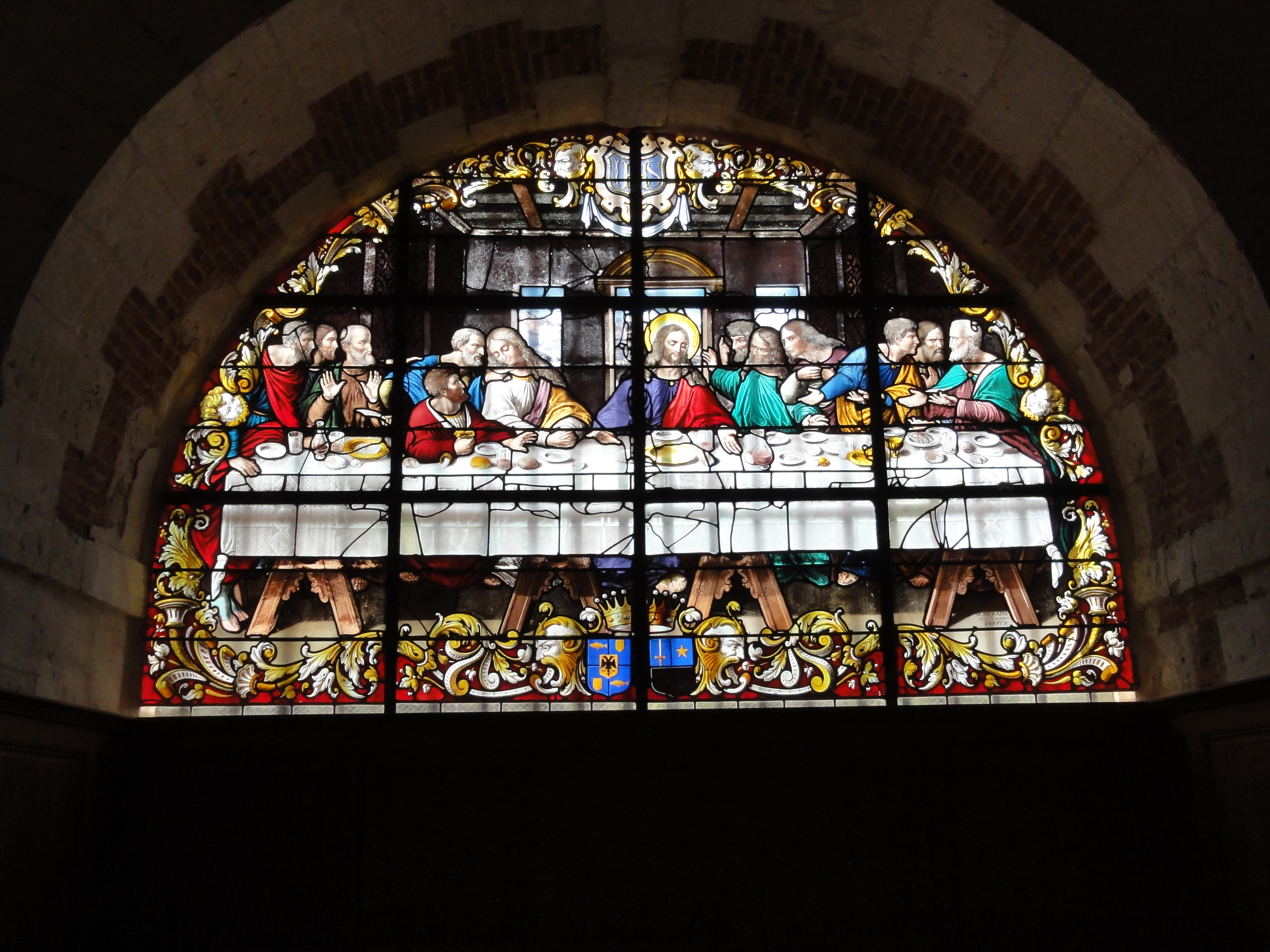
Vitrail de la Cène.
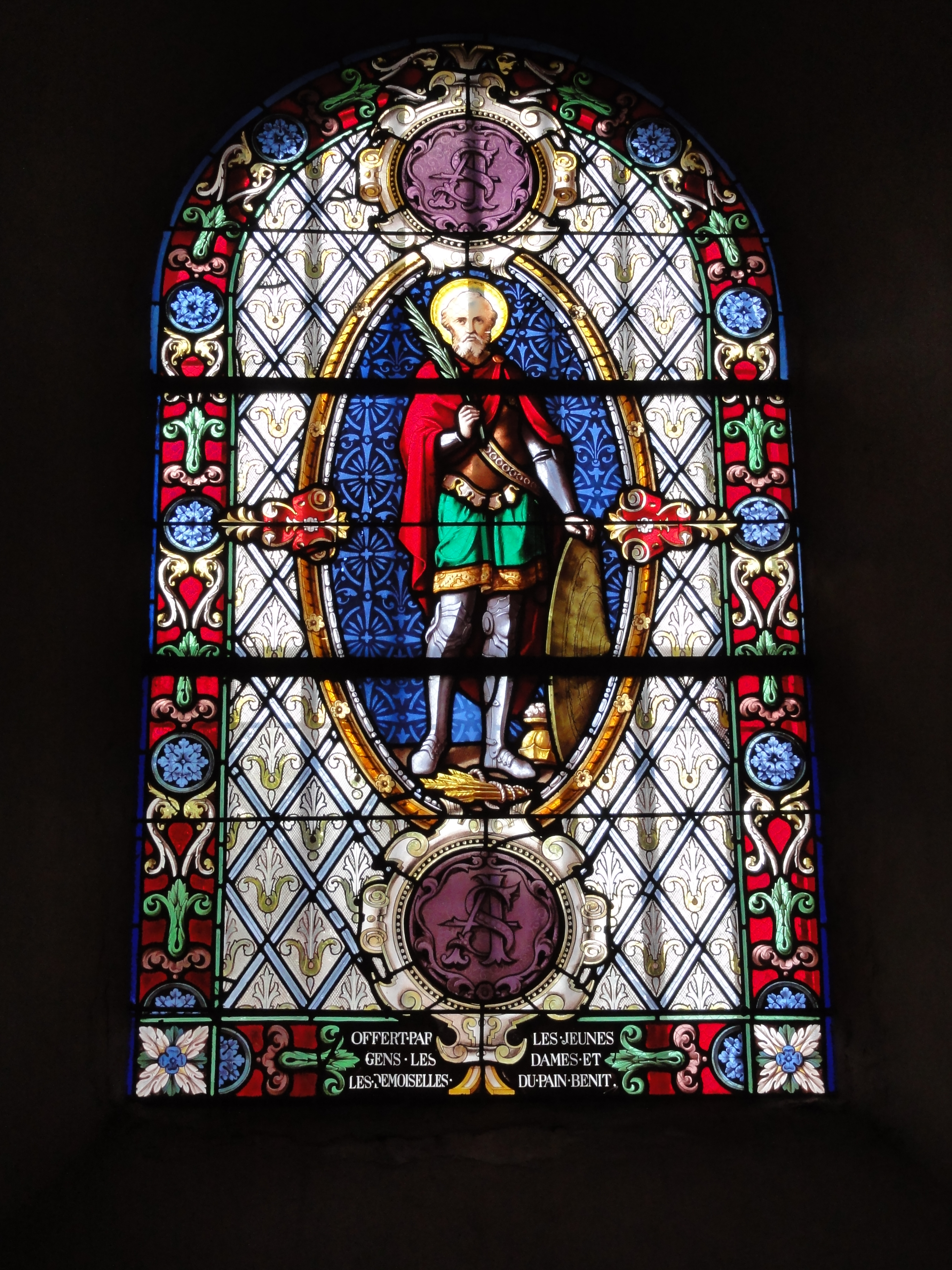
Vitrail offert par les jeunes gens, les dames et demoiselles du Pain Bénit.

### Sources
- Notice no IA00020571, sur la plateforme ouverte du patrimoine, base Mérimée, ministère français de la Culture
- Jean Benoît Désiré Cochet, Les églises de l’arrondissement d’Yvetot, Paris : Didron, 1853. p. 231-236.
- Léonce de Glanville, Promenade archéologique de Rouen à Fécamp et de Fécamp à Rouen, Caen : Typ. de Delos, 1853. p. 256-259.